# 924 Toni
924 Toni, asteroid glavnog pojasa. Otkrio ga je Karl Wilhelm Reinmuth, 20. listopada 1919.

## Vanjske poveznice
- Minor Planet Center